# Luxemburgi nyelv

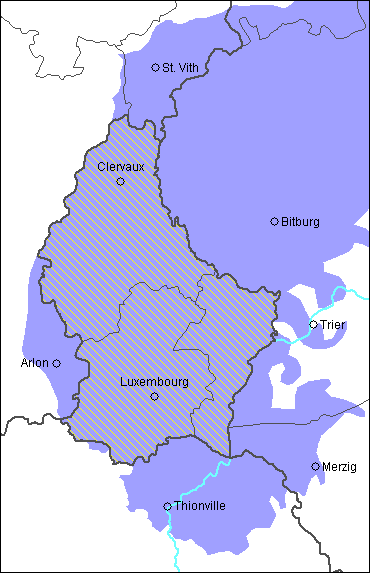
A luxemburgi nyelv elterjedése

A luxemburgi nyelv (luxemburgi nyelven: Lëtzebuergesch) A Luxemburgi Nagyhercegség nemzeti nyelve és egyben a franciával és a némettel együtt hivatalos nyelve. Beszélik a nyelvet továbbá Belgiumban Sankt-Vith (Zënt-Vaït) és Arlon környékén, Németország kis részén Eifel (régió) és Bitburg körül, valamint Franciaországban Thionville környezetében. A második világháborús német megszállás kellemetlen emlékei miatt sok luxemburgi nem szereti, hogy a nyelvüket a külföldiek egy német dialektusnak nevezik. Manapság a két nyelv annyira különböző, hogy az, aki csak az irodalmi német nyelvet ismeri, nagyon nehezen érti meg a luxemburgi nyelvet.
A luxemburgi nyelvet 390 000-en beszélik. Legközelebbi rokonai a Trier és Frankföld vidékein beszélt alnémet dialektusok, valamint az erdélyi szászok nyelve.

## Kialakulása
A külön luxemburgi nyelv kialakítására tett kísérletek a 19. század közepére mennek vissza. Ekkoriban az ország a holland király birtokában volt. Luxemburgiul már korábban is keletkeztek különféle szövegek, amelyekkel azonban még nem alakult semmilyen egységes nyelv. Az eseményeket még az 1870–71-es porosz–francia háború sem gyorsította, amikor Luxemburg függetlenné vált Hollandiától. Ennek ellenére a luxemburgi irodalom fokozatosan kialakult.
Változás csak a második világháborúban következett be. Egész addig Luxemburg magát német államnak definiálta, hanem amikor a náci haderő végigsöpört az országon 1940-ben, egy sötét korszak következett Luxemburg történetében. A háború végeztével Luxemburg már nem akart a német nemzettel közösséget vállalni, ezért hivatalosan is elhatározták, hogy e célnak megfelelően a luxemburgi alnémet nyelvjárás alapján irodalmi nyelvet alakítanak ki. 1946-ban az Ofizjel Lezebuurjer Ortografi (OLO) kiadásával megteremtődött a luxemburgi nyelv ábécéje (egész addig az irodalmárok német ábécé szerint írták a luxemburgit), amely a luxemburgiban használt jellemző hangok leképezésére új karaktereket mint az â, ê, è, á, é vezette be. 1950 és 1977 között ötkötetes szótárt adtak ki, amely tartalmazta a luxemburgi nyelv szókészletét. Ehhez igénybe vették a luxemburgi valamennyi nyelvjárását, ezzel együtt francia jövevényszavakat is. A hiányzó terminusok pótlására nyelvújítást hajtottak végre, de vettek át szavakat más nyelvekből is. 1975. október 10-én már hivatalosan is elfogadták a helyesírását. Az utolsó nyelvi reform a luxemburgiban 1999. július 30-án történt.

## Státusza
Hivatalos státuszát 1984-ben kapta meg mindössze. Bár a legtöbb luxemburgi anyanyelve is, az oktatásban, médiában, üzleti életben és a közigazgatásban nem sok szerepet játszik. A politikai életet a francia nyelv dominálja, míg a többi hivatalos szektort a német nyelv uralja. A luxemburgi nyelv főleg informális köztes nyelvként funkcionál, de a luxemburgi parlamentben is elsősorban luxemburgiul beszélnek.
A legtöbb kisebbségi nyelvvel szemben, amelyek használata a fiatalabb korosztály körében jelentősen csökken, a luxemburgi nyelv jól tartja magát. Egészében véve azonban a nagyszámú, Luxemburgban élő és dolgozó külföldi, illetve a franciát első vagy második nyelvként használó többség miatt a luxemburgi nyelv hátrányba kerül a franciával szemben.
Az Európai Unióban a nagy költségek miatt nem hivatalos nyelv.

## Fordítás
- Ez a szócikk részben vagy egészben  a   Luxemburgs című holland Wikipédia-szócikk fordításán alapul.  Az eredeti cikk szerkesztőit annak laptörténete sorolja fel. Ez a jelzés csupán a megfogalmazás eredetét és a szerzői jogokat jelzi, nem szolgál a cikkben szereplő információk forrásmegjelöléseként.